# Othelosoma lineaenigrum
Othelosoma lineaenigrum ist eine Art der Landplanarien in der Unterfamilie Microplaninae. Die Art wurde auf der Insel São Tomé gefunden.

## Merkmale
Das einzige präparierte Individuum von Othelosoma lineaenigrum hat einen schlanken Körper, der eine Länge von 38 Millimetern von 5 Millimetern erreicht. Die Rückenfärbung ist blassgelb. Entlang des Körpers verlaufen zwei schwarze Längsbanden, die näher zu den Seitenrändern orientiert sind. Die Bauchseite ist hellgelb gefärbt. Die Art hat eine schmale Kriechsohle, die weniger als ein Viertel der Körperbreite ausmacht. Am Vorderende befinden sich zwei Augen.
Der Kopulationsapparat weist eine gut entwickelte Penispapille mit bauchseitig nach hinten gekrümmten Samenleitern auf. Die große Bursa copulatrix hat eine vaginale Öffnung.

## Verbreitung
Othelosoma lineaenigrum wurde in einem Gebirge im Zentrum der Insel São Tomé, die zum Staat São Tomé und Príncipe gehört, gefunden.

## Etymologie
Das Artepitheton setzt sich aus den lateinischen Worten linea (dt. Linie) und niger (dt. schwarz) zusammen.